# Witów (województwo dolnośląskie)
Witów – wieś w Polsce położona w województwie dolnośląskim, w powiecie kłodzkim, w gminie Lewin Kłodzki. Wcześniej nosiła nazwę Nerbotin, a od 29 lutego 1937 do 1945 nazwę Markrode.

## Podział administracyjny
W latach 1975–1998 miejscowość administracyjnie należała do województwa wałbrzyskiego.

## Historia
Witów powstał najprawdopodobniej w XV wieku, w obrębie państewka homolskiego. W 1574 roku mieszkało tu 8 zagrodników, a w 1635 roku 5 zagrodników uprawiających 3 pręty gruntu. W 1787 roku w miejscowości mieszkało 20 zagrodników i chałupników, w tym 16 płócienników i 2 innych rzemieślników. Witów nigdy nie rozwinął się w dużą wieś, w 1840 roku było tu 15 budynków i 15 warsztatów tkackich. Po upadku tkactwa chałupniczego miejscowość zaczęła się wyludniać. Proces ten trwał po 1945 roku i obecnie pozostał tam tylko 1 dom.

## Demografia
W roku 2002 miejscowość zamieszkiwało 16 osób. Dziewięć lat później (III 2011 r.), według Narodowego Spisu Powszechnego liczba stałych mieszkańców spadła do zera